# Entalpia standard di reazione
L'entalpia standard di reazione, {\displaystyle \Delta _{\mathrm {r} }H^{\circ }}, è la variazione di entalpia associata a una reazione chimica tra elementi e/o composti allo stato standard, cioè presi puri nella loro forma più stabile alla temperatura d'interesse e alla pressione standard, definita come 100 kPa (1 bar).
Viene solitamente riportata come entalpia molare standard di reazione, {\displaystyle \Delta _{\mathrm {r} }{\hat {H}}^{\circ }}. La sua unità di misura, nel sistema internazionale, è quindi {\displaystyle \left[\mathrm {J} \,\mathrm {mol} ^{-1}\right]}.
Per una generica reazione chimica l'entalpia molare standard di reazione può essere ricavata, grazie alla legge di Hess, dalla seguente relazione:
{\displaystyle \Delta _{\mathrm {r} }{\hat {H}}^{\circ }=\sum _{i}\nu _{i}\cdot \Delta _{\mathrm {f} }{\hat {H}}_{i}^{\circ }=\sum _{prodotti}{|\nu _{i}|\cdot \Delta _{\mathrm {f} }{\hat {H}}_{i}^{\circ }}-\sum _{reagenti}{|\nu _{i}|\cdot \Delta _{\mathrm {f} }{\hat {H}}_{i}^{\circ }}}
dove {\displaystyle \Delta _{\mathrm {f} }{\hat {H}}^{\circ }} è l'entalpia standard di formazione molare e {\displaystyle \nu } è il numero stechiometrico.
L'entalpia standard di reazione assume valori negativi se è associata ad una reazione esotermica, e valori positivi se è associata ad una reazione endotermica, nelle condizioni di T e p considerate.
Formalmente, l'entalpia molare di reazione è funzione di temperatura e pressione {\displaystyle \Delta _{\mathrm {r} }{\hat {H}}(T,p)} ma per pressioni medio-basse è quasi indipendente dalla pressione, quindi si può considerare {\displaystyle \Delta _{\mathrm {r} }{\hat {H}}(T)}. L'entalpia di reazione in funzione della temperatura può essere calcolata applicando l'equazione di Kirchhoff:
{\displaystyle \Delta _{\mathrm {r} }{\hat {H}}(T)=\Delta _{\mathrm {f} }{\hat {H}}^{\circ }+\int _{T^{\circ }}^{T}\Delta C_{m,\,p}\mathrm {d} T}
dove {\displaystyle \Delta C_{m,\,p}=\sum _{prodotti}|\nu |\cdot C_{m,\,p}-\sum _{reagenti}|\nu |\cdot C_{m,\,p}}
con {\displaystyle C_{m,\,p}} capacità termica molare a pressione costante.
L'entalpia di reazione dipende anche dallo stato di aggregazione (liquido, gas. etc.) dei reagenti e dei prodotti.
Tramite la calorimetria è possibile determinare l'entalpia di reazione sperimentalmente.

## Esempio
Per la reazione:
{\displaystyle {\ce {4NH3(g)\ +\ 5O2(g)\to 4NO(g)\ +\ 6H2O(g)}}}
{\displaystyle \Delta _{\mathrm {r} }H^{\circ }} si calcola nel seguente modo:
{\displaystyle \Delta _{\mathrm {r} }H^{\circ }=4\cdot \Delta _{\mathrm {f} }H^{\circ }(\mathrm {NO,g} )+6\cdot \Delta _{\mathrm {f} }H^{\circ }(\mathrm {H_{2}O,g} )-4\cdot \Delta _{\mathrm {f} }H^{\circ }(\mathrm {NH_{3},g} )}
dove è stato omesso il contributo dato dall'ossigeno in quanto l'entalpia standard di formazione degli elementi è posta, per convenzione, pari a 0.